# Kłębik (botanika)

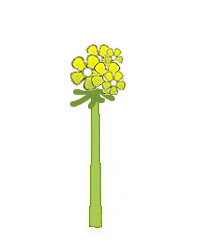
Schemat kłębika

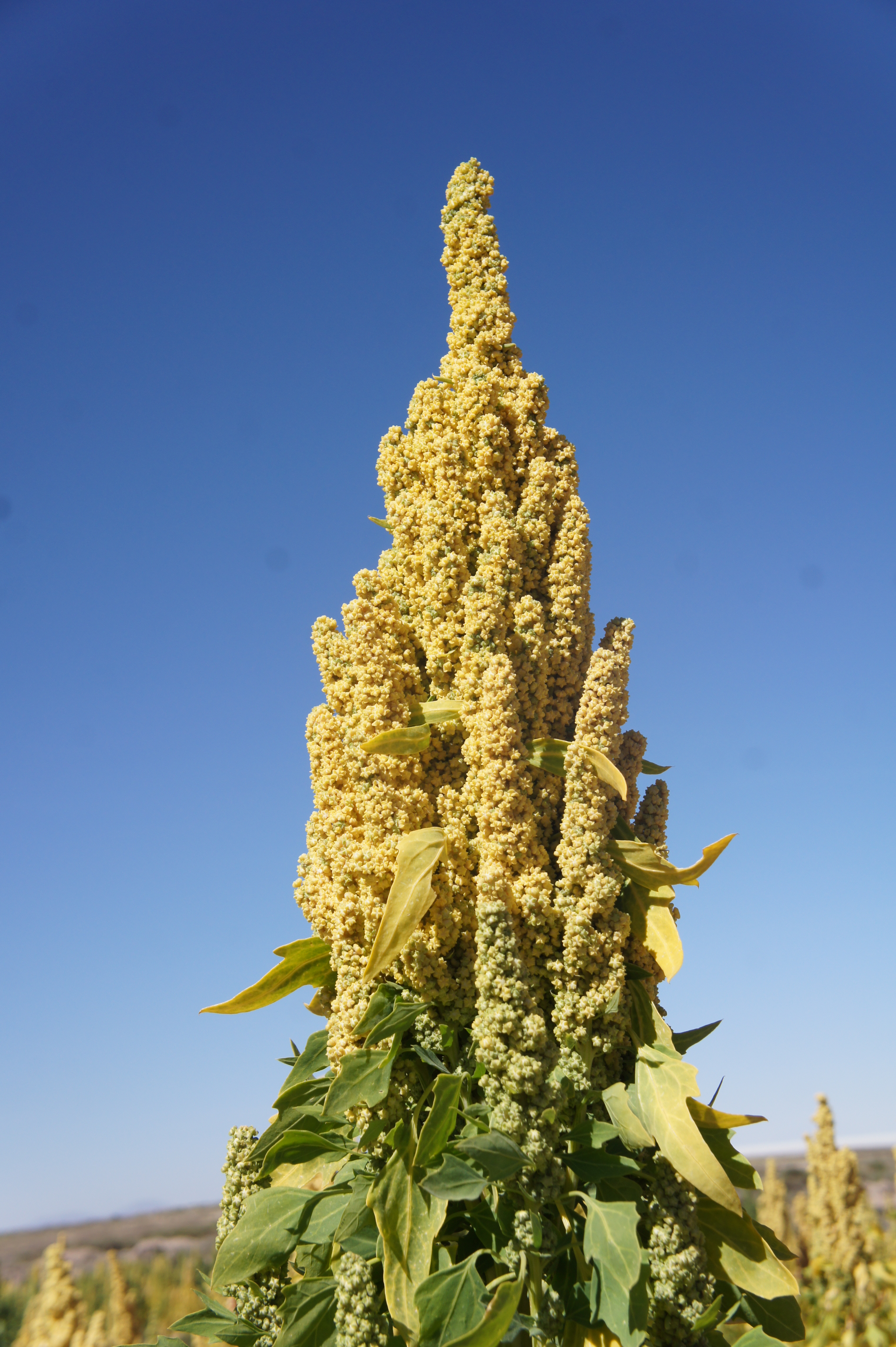
Liczne i gęsto skupione kłębiki tworzące kwiatostan złożony komosy ryżowej

Kłębik – gęsty i drobny kwiatostan wierzchotkowy o skróconej osi i krótkoszypułkowych lub siedzących kwiatach typowy dla komosowatych. Skupione kłębiki tworzą wiechowate i kłosokształtne kwiatostany złożone.